# Bajdana

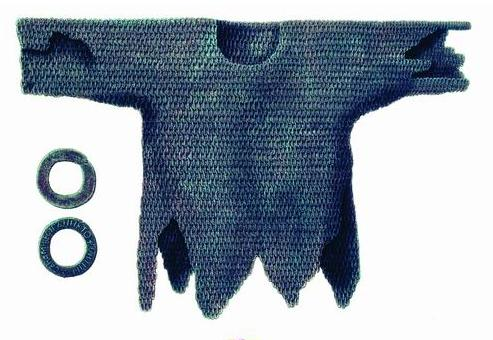
Bajdana

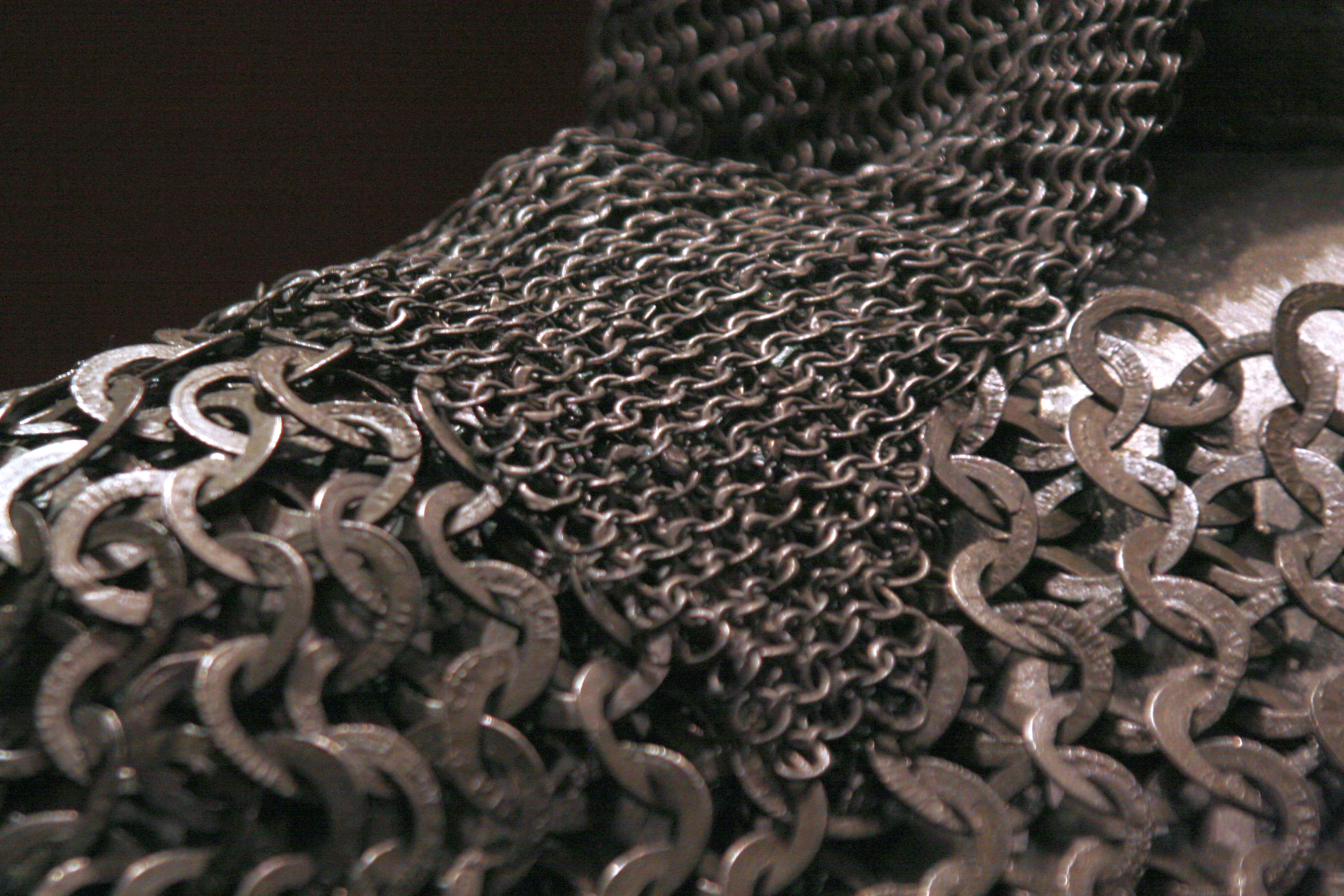
Konstrukcja i struktura bajdany

Bajdana – zbroja miękka typu kolczego o pochodzeniu orientalnym, stosowana w różnych krajach, przede wszystkim w dawnej Rusi jako zbroja paradna. 
W języku arabskim „badan” oznacza krótką zbroję ze splecionych ze sobą szerokich (ok. 2,5 cm) żelaznych pierścieni; splatano je w ten sposób, że każdy łączył się z czterema sąsiednimi. Wykonywano je na specjalnej matrycy, niekiedy posrebrzając i przyozdabiając wybijanymi ornamentami i napisami; kuto je również i cięto, łącząc z sąsiednimi na tzw. gwóźdź. Brzegi bajdany czasem wykańczano pierścieniami ze złoconej miedzi. 
Zbroję tę wykładano na ogół na zwykłą kolczugę, uzyskując w ten sposób podwójną osłonę ciała. Typowa XVI-wieczna bajdana ruska składała się z ok. 10 000 pierścieni, miała długość ok. 80 cm i masę ok. 6 kilogramów.